# Гу Жучжан

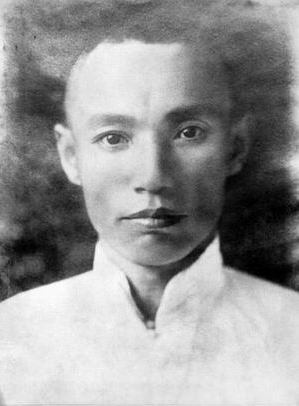
Гу Жучжан — мастер, распространявший боевое искусство Бак Сиу Лам (Северный Шаолинь)

Гу Жучжа́н (кит. упр. 顾汝章, пиньинь Gù Rǔzhāng) (1894 — 1952) мастер китайских боевых искусств, распространивший боевое искусство Бак Сиу Лам (Северный Шаолинь) на юге Китая в начале XX века. Гу был известен своим опытом в железной ладони. Гу Жучжан изучал в Северном Шаолине несколько видов оружий и боевой цигун (железные ладонь и рубашка, золотой колокол). С такими навыками он в центральном институте Гуошу обучал северным боевым искусствам. Главным из его последователей становится Янь Шану (严尚武).
В истории имеется фотография того, как Гу Жучжан одним ударом сломал двенадцать кирпичей. Гу также был инструктором Гуандунских вооруженных сил.